# Fatalism
Fatalism är en teori som menar att upplevelsen av en fri vilja är en illusion då vårt öde är bestämt. 
Anledningen till att vårt öde är bestämt är olika beroende på vilket argument för fatalism man behandlar. Vissa hävdar att det är för att motsatsen till fatalism (dvs. fri vilja) kräver att vi innehar färdigheten att avgöra sanningsvärdet hos dåtida påståenden. Andra hävdar att vårt öde är bestämt för att vi inte kan utföra en handling i avsaknaden av ett nödvändigt villkor för den handlingens utförande, samt att detta implicerar fatalism. Det finns också de som hävdar att fatalismen är sann på grundval av Guds förkunskap.
Fatalism ses ibland som en form av determinism, men inte alla former av determinism avvisar att våra val har ett inflytande på framtida händelser. Inte heller är det så att deterministiska tankar alltid förutsätter ett bestämt öde. Se även predestination och kausalitet.
"Fatalism" kommer av latin fatalis, 'ödesbestämd', till fatum, 'öde'.